# روندي
روندي (بالروسية: Рудный)‏ هي مستوطنة، في كازاخستان، تقع في أوبليس كوستناي، بلغ عدد سكانها 128,234 نسمة وذلك حسب إحصائيات سنة 2014، رمزها البريدي هو 111500–111501.

## أعلام
- إيفان ديتشكو